# Înger și demon (film din 1987)
Înger și demon (titlu original în engleză: Angel Heart) este un film thriller de mister de groază din 1987 scris și regizat de Alan Parker. În rolurile principale joacă actorii Mickey Rourke, Robert De Niro și Lisa Bonet. Filmul a fost adaptat după romanul Falling Angel de William Hjortsberg și respectă în mare parte acțiunea acestuia cu mici excepții. Un film cu o atmosferă deosebită, Înger și demon combină elemente de film noir, povești cu detectivi și chiar film de groază.

## Prezentare
Harry Angel este detectiv particular și are un nou caz: trebuie să-l găsească pe Johnny Favourite, un șef de orchestră. Numai că lucrurile nu sunt atât de simple, Johnny nu vrea să fie găsit. Investigațiile îl duc într-o lume a forțelor oculte și demonice. În Harlem-ul anilor 1950, fiecare martor contactat sfârșește bestial asasinat, ca după un ritual satanic. Cu cât afla mai multe despre clientul său, cu atât descoperea lucruri noi despre sine. Obligat să lupte pentru viața sa, Harry este forțat să cadă la învoială cu însuși Diavolul. Harry Angel vrea să descopere adevărul, dar poate ar fi mai bine să nu-l găsească!

## Distribuție
- Mickey Rourke . . . . . Harry Angel
- Robert De Niro . . . . . Louis Cyphre
- Lisa Bonet . . . . . Epiphany Proudfoot
- Charlotte Rampling . . . . . Margaret Krusemark
- Brownie McGhee . . . . . Toots Sweet
- Michael Higgins . . . . . Dr. Albert Fowler
- Elizabeth Whitcraft . . . . . Connie
- Eliott Keener . . . . . Det. Sterne
- Charles Gordone . . . . . Spider Simpson , liderul formației
- Dann Florek . . . . . Herman Winesap
- Kathleen Wilhoite . . . . . asistenta
- George Buck . . . . . Izzy

## Legături externe
- Angel Heart la Internet Movie Database
- Înger și demon (film din 1987) la CineMagia